# 尤里·特里丰诺夫
尤利·瓦连季诺维奇·特里丰诺夫（俄语：Ю́рий Валенти́нович Три́фонов，1925年8月28日—1981年3月28日），苏联的作家，“城市散文”的代表，出生于布尔什维克军人家庭，1938年父亲在肃反运动中被非法镇压，1955年家庭恢复名誉。青年时曾过钳工、调度员和厂报编辑，1947年起开始发表作品，从此笔耕不辍，他的作品对苏联文学产生了深刻影响，并形成了一个独特的流派。

## 作品
- 《大学生》（1950年）
- 《阳光下》（1959年）
- 《季节的结束》（1961年）
- 《解渴》（1963年）
- 《冰球运动员》（1965年）
- 《篝火的反光》（1965年）
- 《弗拉米尼奥的火炬》（1965年）
- 《交换》（1969年）
- 《黄昏时的比赛》（1970年）
- 《初步总结》（1970年）
- 《长别离》（1971年）
- 《急不可耐》（1973年）
- 《另一种生活》(1975年)
- 《滨河街公寓》（1976年）
- 《老人》（1978年）
- 《时间和地点》（1981年）
- 《消逝》（1988年）

## 外部連結
- 尤里·特里丰诺夫在互联网电影资料库（IMDb）上的資料（英文）